# Primera División (Chile) 2002 Clausura
Die Clausura der Primera División 2002, auch unter dem Namen Campeonato Nacional Clausura Copa Banco del Estado 2002 bekannt, war die 72. Spielzeit der Primera División, der höchsten Spielklasse im Fußball in Chile. Der Beginn der Saison war der 31. Juli und sie endete am 19. Dezember.
Die Saison wird seit 2002 in zwei eigenständige Halbjahresmeisterschaften, der Apertura und Clausura, unterteilt.
Die Meisterschaft gewann das Team von CSD Colo-Colo, das sich bei Titelgewinn in Insolvenz befand. Für den Rekordmeister war es der insgesamt 24. Meisterschaftstitel, der sich damit für die Copa Libertadores 2003 qualifizierte. Neben dem Meister der Apertura Universidad Católica qualifizierte sich auch der Playoff-Sieger CD Cobreloa.
Die beiden Absteiger Santiago Morning und Deportes Concepción wurden anhand der Gesamttabelle ermittelt und spielen damit in der nächsten Saison in der Primera B.

## Modus
Die 16 Teams spielen einmalig jeder gegen jeden. Aufgegliedert in vier Gruppen à 4 Teams kommen die besten 3 Teams jeder Gruppe in die Playoff-Runde. Die vier Gruppensieger und beiden besten Gruppenzweiten sind in der Playoff-Runde gesetzt und haben im Rückspiel Heimrecht. Die Höhe des Erfolgs spielt keine Rolle, sondern entscheidend ist die höhere Punktzahl in den beiden Duellen. Sollte diese identisch sein, entscheidet eine Verlängerung mit Golden Goal und gegebenenfalls ein Elfmeterschießen über das Weiterkommen. Die sechs Sieger qualifizieren für das Viertelfinale, komplettiert durch die beiden knappsten Verlierer. Ab dem Viertelfinale gilt die Höhe des Sieges als Entscheidungskriterium, die auswärts geschossenen Tore, ehe Verlängerung und Elfmeterschießen folgen. Meister ist das Team, das sich in den Finalspielen durchsetzt. Der dritte Startplatz in der Copa Libertadores neben dem Meister der Apertura, dem Meister Clausura wird zwischen den beiden punktbesten Teams der Ligaphase der Apertura und Clausura ausgespielt.

## Teilnehmer
Die Absteiger der Vorsaison Deportes Puerto Montt und CD O’Higgins wurden durch die Aufsteiger Deportes Temuco und CD Cobresal ersetzt. Folgende Vereine nahmen daher an der Meisterschaft 2002 teil:
| Mannschaft           | Stadt             |
| -------------------- | ----------------- |
| Audax Italiano       | Santiago de Chile |
| CD Cobreloa          | Calama            |
| CD Cobresal          | El Salvador       |
| CSD Colo-Colo        | Santiago de Chile |
| Coquimbo Unido       | Coquimbo          |
| Deportes Concepción  | Concepción        |
| Deportes Temuco      | Temuco            |
| CD Huachipato        | Talcahuano        |
| CD Palestino         | Santiago de Chile |
| Rangers de Talca     | Talca             |
| Santiago Morning     | Santiago de Chile |
| Santiago Wanderers   | Valparaíso        |
| Universidad Católica | Santiago de Chile |
| Universidad de Chile | Santiago de Chile |
| Unión Española       | Santiago de Chile |
| Unión San Felipe     | San Felipe        |

## Ligaphase

### Gruppe A
| Pl. | Verein              | Sp. | S | U | N | Tore    | Diff. | Punkte |
| --- | ------------------- | --- | - | - | - | ------- | ----- | ------ |
| 1.  | CSD Colo-Colo       | 15  | 6 | 5 | 4 | 021:150 | +6    | 23     |
| 2.  | CD Huachipato       | 15  | 5 | 5 | 5 | 022:180 | +4    | 20     |
| 3.  | Deportes Concepción | 15  | 3 | 5 | 7 | 020:260 | −6    | 14     |
| 4.  | Deportes Temuco     | 15  | 1 | 5 | 9 | 013:320 | −19   | 08     |

### Gruppe B
| Pl. | Verein                   | Sp. | S  | U | N | Tore    | Diff. | Punkte |
| --- | ------------------------ | --- | -- | - | - | ------- | ----- | ------ |
| 1.  | CD Cobreloa              | 15  | 10 | 4 | 1 | 033:100 | +23   | 34     |
| 2.  | CD Cobresal              | 15  | 7  | 6 | 2 | 023:200 | +3    | 27     |
| 3.  | Universidad Católica (M) | 15  | 7  | 5 | 3 | 028:200 | +8    | 26     |
| 4.  | Audax Italiano           | 15  | 4  | 6 | 5 | 019:220 | −3    | 18     |

### Gruppe C
| Pl. | Verein           | Sp. | S | U | N | Tore    | Diff. | Punkte |
| --- | ---------------- | --- | - | - | - | ------- | ----- | ------ |
| 1.  | Coquimbo Unido   | 15  | 3 | 8 | 4 | 010:120 | −2    | 17     |
| 2.  | CD Palestino     | 15  | 2 | 6 | 7 | 014:230 | −9    | 12     |
| 3.  | Rangers de Talca | 15  | 2 | 5 | 8 | 013:280 | −15   | 11     |
| 4.  | Santiago Morning | 15  | 2 | 4 | 9 | 011:260 | −15   | 10     |

### Gruppe D
| Pl.                                | Verein               | Sp. | S | U | N | Tore    | Diff. | Punkte |
| ---------------------------------- | -------------------- | --- | - | - | - | ------- | ----- | ------ |
| 1.                                 | Universidad de Chile | 15  | 8 | 6 | 1 | 024:120 | +12   | 30     |
| 2.                                 | Santiago Wanderers   | 15  | 7 | 4 | 4 | 023:180 | +5    | 25     |
| 3.                                 | Unión Española       | 15  | 7 | 3 | 5 | 024:170 | +7    | 24     |
| 4.                                 | Unión San Felipe     | 15  | 6 | 3 | 6 | 021:200 | +1    | 21     |
| Quelle: rsssf.org, Stand: Endstand |                      |     |   |   |   |         |       |        |

| (M) | Vorjahresmeister |

## Finalrunde

### Playoff-Runde
|                      | Punkte |                     | Hinspiel | Rückspiel | Entscheidung |
| -------------------- | ------ | ------------------- | -------- | --------- | ------------ |
| Universidad Católica | 4:1    | Coquimbo Unido      | 0:0      | 2:0       | —            |
| Santiago Wanderers   | 3:3    | CD Huachipato       | 0:4      | 4:0       | 1:0 n. GG    |
| Unión Española       | 1:4    | CSD Colo-Colo       | 2:3      | 0:0       | —            |
| CD Cobreloa          | 6:0    | Rangers de Talca    | 2:1      | 3:2       | —            |
| CD Cobresal          | 3:3    | Deportes Concepción | 1:5      | 4:0       | 1:0 n. GG    |
| Universidad de Chile | 6:0    | CD Palestino        | 4:3      | 4:2       | —            |

### Viertelfinale
|                     | Punkte |                      | Hinspiel | Rückspiel |
| ------------------- | ------ | -------------------- | -------- | --------- |
| Santiago Wanderers  | 0:6    | Universidad Católica | 0:4      | 1:2       |
| CSD Colo-Colo       | 6:0    | CD Cobresal          | 4:1      | 3:1       |
| Deportes Concepción | 0:6    | CD Cobreloa          | 0:2      | 1:2       |
| CD Huachipato       | 2:2    | Universidad de Chile | 2:2      | 1:1       |

### Halbfinale
|                      | Punkte |                      | Hinspiel | Rückspiel |
| -------------------- | ------ | -------------------- | -------- | --------- |
| Universidad de Chile | 1:4    | Universidad Católica | 0:0      | 0:1       |
| CD Cobreloa          | 0:6    | CSD Colo-Colo        | 0:2      | 1:2       |

### Finale
|               | Punkte |                      | Hinspiel | Rückspiel |
| ------------- | ------ | -------------------- | -------- | --------- |
| CSD Colo-Colo | 6:0    | Universidad Católica | 2:0      | 3:2       |

## Beste Torschützen
| Rang | Spieler          | Klub                 | Tore |
| ---- | ---------------- | -------------------- | ---- |
| 1    | Manuel Neira     | CSD Colo-Colo        | 14   |
| 2    | Sergio Gioino    | CD Huachipato        | 13   |
| 3    | Silvio Fernández | Santiago Wanderers   | 12   |
| 4    | Carlos Cáceres   | CD Cobresal          | 11   |
|      | Jorge Torres     | Deportes Concepción  | 11   |
| 6    | Pedro González   | Universidad de Chile | 10   |

## Qualifikation für die Copa Libertadores
Die beiden Spiele fanden am 21. und 28. Dezember statt.
|              | Gesamt |             | Hinspiel | Rückspiel |
| ------------ | ------ | ----------- | -------- | --------- |
| CD Palestino | 1:2    | CD Cobreloa | 1:2      | 0:0       |

Damit qualifiziert sich CD Cobreloa für die Copa Libertadores 2003.

## Gesamttabelle
| Pl.                                | Verein               | Sp. | S  | U  | N  | Tore    | Diff. | Punkte |
| ---------------------------------- | -------------------- | --- | -- | -- | -- | ------- | ----- | ------ |
| 1.                                 | Universidad Católica | 30  | 15 | 10 | 5  | 068:420 | +26   | 55     |
| 2.                                 | Universidad de Chile | 30  | 15 | 10 | 5  | 052:350 | +17   | 55     |
| 3.                                 | CD Cobreloa          | 30  | 15 | 8  | 7  | 061:370 | +24   | 53     |
| 4.                                 | CSD Colo-Colo        | 30  | 15 | 8  | 7  | 050:310 | +19   | 53     |
| 5.                                 | Santiago Wanderers   | 30  | 14 | 8  | 8  | 047:390 | +8    | 50     |
| 6.                                 | Unión San Felipe     | 30  | 11 | 6  | 13 | 042:440 | −2    | 39     |
| 7.                                 | Audax Italiano       | 30  | 10 | 9  | 11 | 037:430 | −6    | 39     |
| 8.                                 | CD Cobresal (N)      | 30  | 10 | 9  | 11 | 042:560 | −14   | 39     |
| 9.                                 | CD Palestino         | 30  | 8  | 14 | 8  | 043:440 | −1    | 38     |
| 10.                                | Unión Española       | 30  | 11 | 5  | 14 | 041:440 | −3    | 38     |
| 11.                                | CD Huachipato        | 30  | 9  | 9  | 12 | 046:490 | −3    | 36     |
| 12.                                | Rangers de Talca     | 30  | 8  | 11 | 11 | 034:430 | −9    | 35     |
| 13.                                | Coquimbo Unido       | 30  | 8  | 11 | 11 | 027:380 | −11   | 35     |
| 14.                                | Deportes Temuco (N)  | 30  | 7  | 10 | 13 | 046:590 | −13   | 31     |
| 15.                                | Deportes Concepción  | 30  | 7  | 7  | 16 | 038:540 | −16   | 28     |
| 16.                                | Santiago Morning     | 30  | 6  | 7  | 17 | 034:510 | −17   | 25     |
| Quelle: rsssf.org, Stand: Endstand |                      |     |    |    |    |         |       |        |

| (M) | Vorjahresmeister |
| (N) | Aufsteiger       |